# Poa cusickii ssp. pallida
Poa cusickii ssp. pallida là một phân loài cỏ trong họ hòa thảo, thuộc chi poa.